# Москва-3
Москва III — зупинний пункт/пасажирська платформа Ярославського напрямку Московської залізниці у Москві. Платформа була споруджена в 1929 році для потреб ВНДІЗТ.
Також Москва III — парк залізничної станції Москва-Пасажирська-Ярославська, розташований на схід від зупинкового пункту, частково його захоплюючий. У парку Москва III мають технічну зупинку потяги, що прямують з Ярославського напрямку на Казанський. Раніше Москва III була самостійною станцією, будучи найзахіднішою станцією Транссибірської магістралі.

## Опис
Зупинний пункт складається з двох острівних пасажирських високих платформ (4 колії) для приміських електропоїздів:
- Західна, ширша в середній частині, між коліями № I, II для руху приміських неекспресів. У 2014 році обладнана турнікетами.
- Східна, між коліями № III, IV для руху експресів. Рух лівосторонній.

Платформи з'єднані пішохідним мостом, по якому здійснюється єдино можливий до них прохід. У середній частині платформ встановлені напівпрозорі навіси. Південний кінець платформ на дузі.
Колії III, IV і острівна платформа між ними знаходяться в парку Москва III. Колія I, II (острівна платформа) на місці зупинки пункту є вже перегоном до Лосіноострівської.
Відстань від Ярославського вокзалу до платформи 2,8 км, час руху 4-5 хвилин. На платформі за добу зупиняються близько 130 пар електропоїздів, а близько 45 пар проходять платформу без зупинки.
Поблизу платформ розташовані залізничні підприємства:
- Відразу на захід за парканом: ФТЧЕ-68 Москва-3: філія експлуатаційного локомотивного депо ТЧЕ-1 Москва-пас.-Курська і ПТОЛ-11 Москва-3: філія ремонтного локомотивного депо ТЧР -16 Москва-Сортувальна. Це колишнє самостійне депо ТЧ-11 Москва-3.

- На південний захід від: моторвагонного депо ТЧПРІГ-10 Москва-2-Ярославська — одне з двох депо електропоїздів Ярославського напрямку.
- На північний захід від: ЛВЧ-3 Вагонна дільниця Москва-Ярославська (пасажирське вагонне депо).